# Desmonts
Desmonts ist eine französische Gemeinde mit 171 Einwohnern (Stand 1. Januar 2022) im Département Loiret in der Region Centre-Val de Loire. Sie gehört zum Kanton Le Malesherbois und zum Arrondissement Pithiviers. 
Sie grenzt im Nordwesten an Orville, im Norden an Fromont, im Osten an Burcy, im Südosten an Bromeilles und im Südwesten an Puiseaux. 

## Bevölkerungsentwicklung
| Jahr      | 1962 | 1968 | 1975 | 1982 | 1990 | 1999 | 2008 | 2018 |
| --------- | ---- | ---- | ---- | ---- | ---- | ---- | ---- | ---- |
| Einwohner | 116  | 105  | 86   | 111  | 154  | 165  | 177  | 174  |